# Château d'Hospental
Le château d'Hospental ou les Tours de Langobarden est un château médiéval en ruine dans la commune d'Hospental dans le canton germanophone d'Uri en Suisse. Il s'agit d'un site patrimonial suisse d'importance nationale.

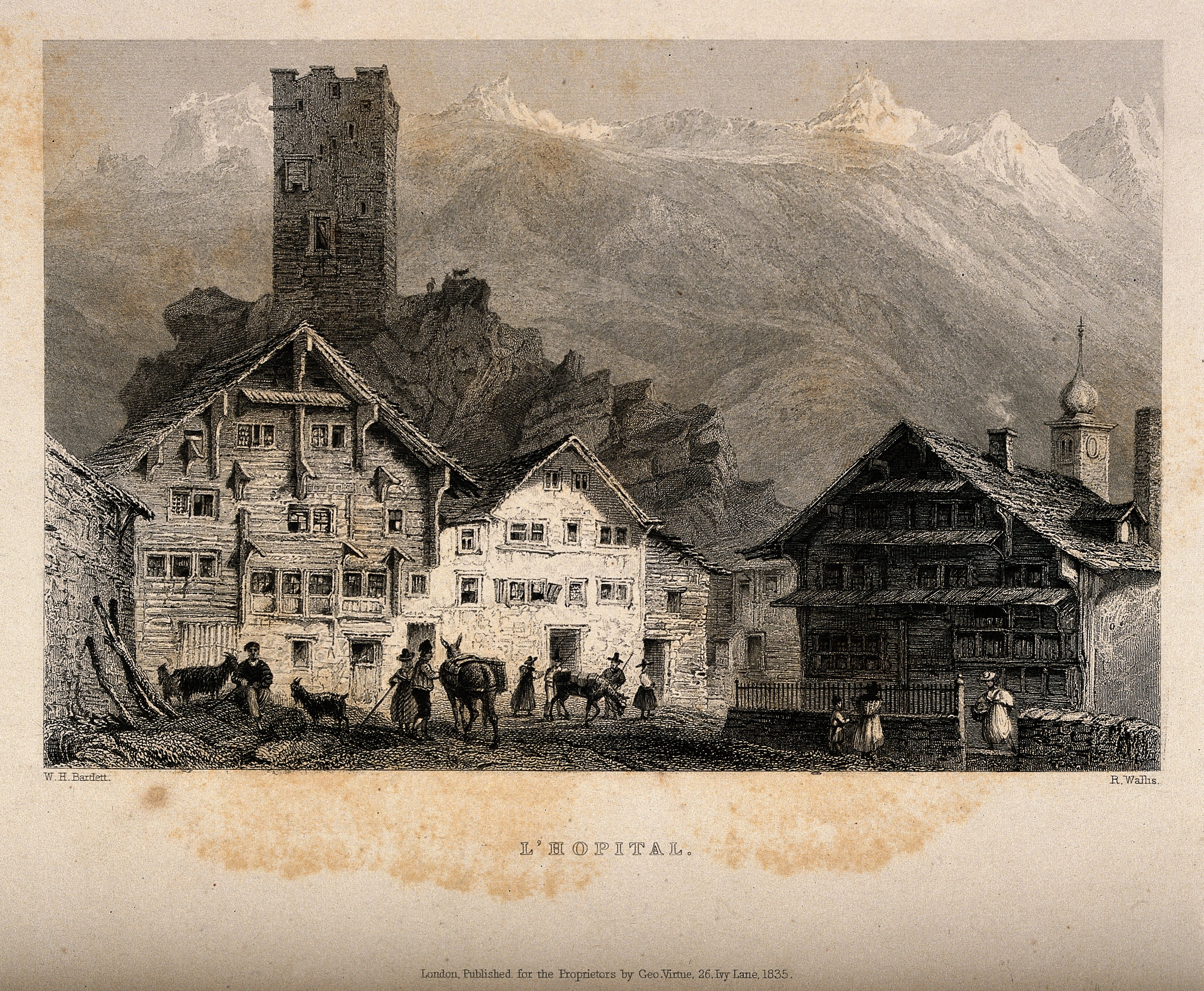
Le château au début du XIXe siècle

## Histoire
La tour, construite en pierres brutes, fut érigée au XIIIe siècle pour la famille d'Hospental. Le château ne servait probablement pas à contrôler les entrantes comme poste douanier, mais plutôt comme prison. À partir du XVe siècle, le château d'Hospental ne fut plus habité et tomba progressivement dans un état de délabrement avancé. En 1898, il fut largement restauré. Le site est déclaré site du patrimoine culturel d'importance nationale suisse. 

## Description
La tour est construite avec une haute entrée au premier étage. On peut encore voir aujourd'hui la garde-robe, l'emplacement des cheminées ainsi que le fossé artificiel, qui servit à protéger le bâtiment des approches ennemies. L'eau de pluie en provenance du toit crénelé du troisième étage fut collectée dans une citerne.

## Culture populaire
Durant été 1964, le film Goldfinger est tourné à Andermatt et à Hospental : quoique le château lui-même n'ait pas été inclus, il est visible à l'arrière-plan de quelques prises de vue.
Le château a été présenté dans la web-série américain de concours de voyages Jet Lag: The Game. Au début de la saison 9 (cache-cache à travers la Suisse ; tournée le 11 décembre 2023), le château a servi de cachette originale à Adam Chase. Chase s'est caché là pendant 4h39 et 12 secondes avant d'être retrouvé par les chercheurs. A la fin de la saison 11 (jeu du chat/couratte à travers l'Europe du Sud ; tournée le 31 mai 2024), Sam Denby a terminé sa dernière course ici (en allusion à l'apparition précédente du château dans la web-série) après de nombreuses correspondances ferroviaires chanceuses. Il a remporté la série à cet endroit après avoir été touché par Chase et Ben Doyle moins d'une heure avant la fin du jeu.